# دوري أبطال آسيا لكرة السلة
دوري أبطال آسيا لكرة السلة (بالإنجليزية: Basketball Champions League Asia)‏ هي بطولة كرة سلة للمحترفين في آسيا تأسست في عام 1981 وينضمها الاتحاد الآسيوي لكرة السلة، يتنافس فيها 10 فرق وتقام مرة كل عام.

## وصلات خارجية
- الموقع الرسمي